# كارين لارسن
كارين لارسن هي صحفية كندية، ولدت في 25 سبتمبر 1963.

## وصلات خارجية
- كارين لارسن على موقع الاتحاد الدولي للسباحة (الإنجليزية)
- كارين لارسن على موقع أوليمبيديا (الإنجليزية)